# Лагуна-Нигел (Калифорния)
Лагуна-Нигел (англ. Laguna Niguel, американское произношение: [ləˈɡuːnə nɪˈɡɛl]) — город в юго-восточной  части округа Ориндж, штат Калифорния, США.

## История
Лагуна-Нигел был расположен на мексиканской земле, принадлежавшей Хуану Авила. Он сохранял право собственности на землю во время Американо-мексиканской войны (когда Калифорния стала частью США). В 1865 году он перестал быть владельцем земли из-за засухи. В 1895 году Льюис Моултон и Жан-Пьер Дагер купили ранчо Нигел и другие части окрестностей у фермеров. Компания Moulton была создана для наблюдения за 7690 га земли, которая использовалась, в основном, для садов и овцеводства вплоть до середины XX века.
В 1986 году жители Лагуны-Нигел, стремясь к местному самоуправлению, сделали первый шаг к образованию города, сформировав район общественных услуг. Три года спустя, 7 ноября 1989 года, 89% избирателей высказались за инкорпорацию, и 1 декабря 1989 года Лагуна-Нигел стала 29-м городом в округе Ориндж.

## География
По данным Бюро переписи населения США, общая площадь города составляет 14,79 кв. миль (38,30 км²); где суша занимает 14,74 кв. миль (38,17 км²), а вода —  0,05 кв. миль (0,13 км²).
Лагуна-Нигел состоит в основном из холмистой местности и расположена в пределах холмов Сан-Хоакин. Город граничит с Алисо-Вьехо и Лагуна-Хиллз на севере, Мишн-Вьехо и Сан-Хуан-Капистрано на востоке, а также с Лагуна-Бич и Дана-Пойнт на юге.

### Климат
Согласно классификации Кёппена, Лос-Анджелес относится к области средиземноморского климата, для которого характерны сухое лето и дождливая зима, ярко выраженные сезонные изменения количества осадков с относительно умеренными изменениями температуры воздуха.
В среднем август является самым жарким месяцем, а декабрь — самым прохладным. Зафиксированный за время наблюдений температурный максимум составил +43 °C (2010 год), минимум составил +9 °C (1993 год).

## Население
Согласно переписи населения 2020 года, в городе насчитывалось 64 355 жителей.

### Расовый состав
Расовый состав имеет следующий вид: белые — 72,6 %; испаноязычные или латиноамериканцы — 15,8 %; азиаты — 11,3 %; чёрные или афроамериканцы — 0,3 %.